# Петропавловське (Петропавловський район)
Петропа́вловське (рос. Петропавловское) — село, центр Петропавловського району Алтайського краю, Росія. Адміністративний центр та єдиний населений пункт Петропавловської сільської ради.

## Населення
Населення — 2642 особи (2010; 2861 у 2002).
Національний склад (станом на 2002 рік):
- росіяни — 98 %